# Sikkerhedsteater
Sikkerhedsteater er et sikkerhedstiltag som har til formål at give en følelse af sikkerhed, mens det i realiteten giver blot lidt eller slet ikke forhøjet sikkerhedsniveau.
Den engelske betegnelse security theater blev første gang brugt af Bruce Schneier i bogen Beyond Fear, men har opnået anerkendelse i sikkerhedskredse, særlig for beskrivelsen af sikkerhedstiltag ved lufthavne. Den er også brugt af eksperter som Edward Felten i beskrivelsen af sikkerhetstiltag indført efter terrorangrebet 11. september 2001 på World Trade Center i New York. Sikkerhedsteatrene tjener sit formål ved både at tilfredsstille den ængstelige offentlighed og ved at udnytte gabet mellem registreret risiko og den faktiske risiko.